# Gara Dej Călători
Gara Dej Călători este o stație de cale ferată care deservește municipiul Dej, România. Dej Calatori este unul dintre cele mai mari noduri de cale ferata din Transilvania, avand un flux mare de trenuri in fiecare directie.
In Gara Dej Calatori poate fi vazuta, aproape tot timpul, o locomotiva "plug" remizata, folosita in timpul iernii pentru dezapezire in jud Cluj, Bistrita Nasaud, Salaj etc.

## Date tehnice

#### Linii
Gara Dej Calatori dispune de un total de 7 linii, din care 6 sunt electrificate si una neelectrificata. Dinspre Nord-Est vin 2 linii, una dinspre Brasov (Via Deda, Beclean pe Somes) si alta dinspre Satu Mare (Via Baia Mare, JIbou), ambele facand parte din M400. Dinspre Sud-Vest vine L401 (Apahida-Gherla-Dej Calatori-Beclean pe Somes-Salva-Ilva Mica). Din L401 se "rupe" si o linie industriala mica spre Ocna Dejului (2 km). In prezent, pentru trenurile de calatori, sunt folosite liniile 1, 2, 3 si 4. Pentru manevre ale trenurilor de călători sau staționarea marfarelor sunt utilizate, in general, liniile 5 si 6

#### Peroane
In gara Dej Calatori exista un total de 4 peroane, fiecare dintre ele avand latimii intre 1,5 si 4 metri. Fiecare peron deserveste cate 2 linii, cu exceptia peronului 1 care intr-o parte are linia 1, iar in partea opusa fiind cladirea garii. Trecerea intre peroane se realizeaza cu ajutorul unor dale de beton, puse intre sine.

## Destinatii

#### Dej Calatori ca statie de formare/terminus
| Statie de Formare | Statie Terminus | Trenuri                                                                                        | Operatori    |
| ----------------- | --------------- | ---------------------------------------------------------------------------------------------- | ------------ |
| Dej Calatori      | Cluj Napoca     | 4301, 4303, 4305, 4705                                                                         | CFR Călători |
| Dej Calatori      | Bistrita Nord   | 4372, 4374                                                                                     | CFR Călători |
| Dej Calatori      | Ilva Mica       | 4702 (intre Dej C si Beclean circula ca 4374) 4482 (de la Beclean circula ca 4490), 4484, 4486 | CFR Călători |

In trecut, gara Dej Calatori era statie de formare si pentru R4112 (pe atunci Dej C. - Sighetu Marmatiei, acum Cluj Napoca - Sighetu Marm.) si pentru 2 perechi de trenuri Dej Calatori - Jibou
| Statie de Formare | Statie Terminus | Trenuri                                                                    | Operatori |
| ----------------- | --------------- | -------------------------------------------------------------------------- | --------- |
| Cluj Napoca       | Dej Calatori    | 4302, 4306(in perioada sezonului estival are vagoane pentru IR 1941), 4308 | CFR       |
| Bistrita Nord     | Dej Calatori    | 4371, 4373                                                                 | CFR       |
| Ilva Mica         | Dej Calatori    | 4483, 4485                                                                 | CFR       |

#### Restul trenurilor
In aceasta categorie (foarte ingenios numita) se afla trenurile care doar tranziteaza gara Dej Calatori (ex: R4105 Bistrita Nord - Cluj Napoca, soseste la 17:00, pleaca la 17:15).
| Statie de Formare | Statie Terminus   | Trenuri                                                                 | Operatori                 |
| ----------------- | ----------------- | ----------------------------------------------------------------------- | ------------------------- |
| Brasov            | Budapest Keleti   | 406 (cand trece vama pe la Valea lui Mihai circula cu nr de 12406), 366 | CFR                       |
| Budapest Keleti   | Brasov            | 407 (cand trece vama pe la Valea lui Mihai circula cu nr de 12407), 367 | CFR                       |
| Timisoara Nord    | Iasi              | 1831, 1765, 1838                                                        | CFR                       |
| Iasi              | Timisoara Nord    | 1833, 1763, 1837                                                        | CFR                       |
| Cluj Napoca       | Sighetu Marmatiei | 4114, 4110,4112(circulă în perioada închideri de linie)                 | CFR                       |
| Sighetu Marmatiei | Cluj Napoca       | 4116, 4118                                                              | CFR                       |
| Bistrita Nord     | Cluj Napoca       | 4101, 4103, 4105, 4107, 10507, 10633, 10635, 10637, 10509               | CFR, Interregional        |
| Cluj Napoca       | Bistrita Nord     | 4102, 4104, 4106, 10506, 10632, 10634, 10636, 10508                     | CFR CălătoriInterregional |
| Bucuresti Nord    | Baia Mare         | 1641, 4004                                                              | CFR Călători              |
| Baia Mare         | Bucuresti Nord    | 1642, 4006                                                              | CFR Călători              |
| Bucuresti Nord    | Cluj Napoca       | 4009 (circula ca grupa a trenului 1641)                                 | CFR Călători              |
| Cluj Napoca       | Bucuresti Nord    | 4010 (circula ca grupa a trenului 1642)                                 | CFR                       |
| Cluj Napoca       | Zalau Nord        | 4094 (de la Jibou schimba nr)                                           | CFR                       |
| Cluj Napoca       | Baia Mare         | 4022, 4004                                                              | CFR                       |
| Baia Mare         | Cluj Napoca       | 4006, 4020, 4096, 4026                                                  | CFR                       |
| Satu Mare         | Mangalia          | 1941                                                                    | CFR Călători              |
| Mangalia          | Satu Mare         | 1942                                                                    | CFR Călători              |
| Ilva Mica         | Cluj Napoca       | 4701(de la Beclean circulă combinat cu Regio 4107), 4703                | CFR Călători              |
| Cluj Napoca       | Ilva Mica         | 4704(până la Salva circulă ca tren 4114)                                | CFR Călători              |
| Cluj Napoca       | Galati            | 1832                                                                    | CFR Călători              |
| Galati            | Cluj Napoca       | 1830                                                                    | CFR Călători              |

## Operatori

#### Operatori feroviari de calatori
In momentul de fata doar 2 companii feroviare de transport calatori au oprire in Gara Dej Calatori. Este vorba despre operator national (CFR Calatori) si operatorul privat cu sediul in Cluj Napoca numit InterRegional Calatori (IRC). In perioada 2010-2012 pe ruta Bistrita Nord-Cluj Napoca si retur opera, cate 2 perechi pe zi, Transferoviar Calatori (TFC), dar de la retragerea lor odata cu mersul 2012-2013 nu au mai revenit.

In ceea ce priveste materialul rulant al companiilor feroviare de transport calatori, el se poate impartii in 2 categorii:
- Locomotive + Vagoane (acest tip de trenuri sunt operate de CFR Calatori la marea majoritate a trenurilor, utilizand 060EA ale depourilor Cluj, Brasov, Suceava sau chiar Arad pentru trenurile care circula pe cale ferata electrificata si locomotive diesel de tip DA/GM pentru trenurile care circula pe cale ferata neelectrificata.
- Automotoare (folosite de CFR Calatori - AM VT624 Desiro "Sageata Albastra", dar utilizate si de InterRegional Calatori - AM BR628 Duewag)

#### Operatori Feroviari de marfa
Chiar daca nu se compara cu numarul de trenuri de marfa din gara Dej Triaj, gara Dej Calatori este folosita de numeroase marfare, de la companii precum CFR Marfa, Express Forwarding, GFR, Unicom Tranzit,iar ocazional marfare de la Cerfersped sau LTE Rail România dinspre Curtici/Vințu de Jos spre Dornești